# Nasidius punctulata
Nasidius punctulata är en insektsart som först beskrevs av Kirby, W.F. 1899.  Nasidius punctulata ingår i släktet Nasidius och familjen Anostostomatidae. Inga underarter finns listade i Catalogue of Life.